# Paradela (Tabuaço)
Paradela é uma povoação portuguesa do Município de Tabuaço que foi sede da extinta Freguesia de Paradela, freguesia que tinha 5,80 km² de área e 123 habitantes (2011), e, por isso, uma densidade populacional de 21,2 hab/km². 
Em 2013, no âmbito da reforma administrativa, a Freguesia de Paradela foi agregada à Freguesia de Granjinha, criando-se a União de Freguesias de Paradela e Granjinha.
Paradela foi sede de concelho até ao século XIX, sendo conhecido pelo nome alternativo de São Pedro de Águias, por aí se achar um mosteiro com essa invocação. Era constituído por duas freguesias: Paradela e São Pedro de Águias, entretanto extinta.
A antiga freguesia de Paradela tem como orago o Divino Espírito Santo.
No que concerne a festas e romarias, Paradela festeja no dia 17 de Agosto a festa em honra de São Mamede.
Relativamente às actividades económicas, estas cifram-se na agricultura e pequeno comércio.
Fazem parte da gastronomia típica local o Anho assado.

## População
Paradela, tal como a generalidade das freguesias mais afastadas da sede de concelho, tem vindo a perder população ao longo dos anos.
| População da freguesia de Paradela | População da freguesia de Paradela | População da freguesia de Paradela | População da freguesia de Paradela | População da freguesia de Paradela | População da freguesia de Paradela | População da freguesia de Paradela | População da freguesia de Paradela | População da freguesia de Paradela | População da freguesia de Paradela | População da freguesia de Paradela | População da freguesia de Paradela | População da freguesia de Paradela | População da freguesia de Paradela | População da freguesia de Paradela |
| ---------------------------------- | ---------------------------------- | ---------------------------------- | ---------------------------------- | ---------------------------------- | ---------------------------------- | ---------------------------------- | ---------------------------------- | ---------------------------------- | ---------------------------------- | ---------------------------------- | ---------------------------------- | ---------------------------------- | ---------------------------------- | ---------------------------------- |
| 1864                               | 1878                               | 1890                               | 1900                               | 1911                               | 1920                               | 1930                               | 1940                               | 1950                               | 1960                               | 1970                               | 1981                               | 1991                               | 2001                               | 2011                               |
| 344                                | 385                                | 362                                | 378                                | 374                                | 398                                | 469                                | 440                                | 459                                | 429                                | 322                                | 276                                | 243                                | 151                                | 123                                |

| Distribuição da População por Grupos Etários | Distribuição da População por Grupos Etários | Distribuição da População por Grupos Etários | Distribuição da População por Grupos Etários | Distribuição da População por Grupos Etários | Distribuição da População por Grupos Etários | Distribuição da População por Grupos Etários | Distribuição da População por Grupos Etários | Distribuição da População por Grupos Etários | Distribuição da População por Grupos Etários |
| -------------------------------------------- | -------------------------------------------- | -------------------------------------------- | -------------------------------------------- | -------------------------------------------- | -------------------------------------------- | -------------------------------------------- | -------------------------------------------- | -------------------------------------------- | -------------------------------------------- |
| Ano                                          | 0-14 Anos                                    | 15-24 Anos                                   | 25-64 Anos                                   | > 65 Anos                                    |                                              | 0-14 Anos                                    | 15-24 Anos                                   | 25-64 Anos                                   | > 65 Anos                                    |
| 2001                                         | 23                                           | 32                                           | 62                                           | 34                                           |                                              | 15,2%                                        | 21,2%                                        | 41,1%                                        | 22,5%                                        |
| 2011                                         | 17                                           | 12                                           | 67                                           | 27                                           |                                              | 13,8%                                        | 9,8%                                         | 54,5%                                        | 22,0%                                        |

Média do País no censo de 2001:  0/14 Anos-16,0%; 15/24 Anos-14,3%; 25/64 Anos-53,4%; 65 e mais Anos-16,4%
Média do País no censo de 2011:   0/14 Anos-14,9%; 15/24 Anos-10,9%; 25/64 Anos-55,2%; 65 e mais Anos-19,0%

## Património
- Igreja de Paradela;
- Capela de São Mamede, em São Mamede;
- Capela de Santa Filomena, em Santa Filomena.

## Coletividades
- Grupo Desportivo Cultural e Recreativo de Paradela.